# Jaume Vidal i Vidal
Jaume Vidal i Vidal   (el Vendrell, 21 d'agost de 1918 - 1996), conegut amb els renoms «Carboner» o «Mestre», fou un instrumentista i compositor de música per a gralla. Fou el creador del grup Gralles del Baix Penedès i feu de mestre de gralla d'una nova generació de grallers als quals transmeté els seus coneixements. A banda de graller, compositor i mestre també fou constructor d'inxes de gralla.

## Biografia
Jaume Vidal va començar a aprendre solfeig des que era ben petit i anys més tard va començar a tocar el fiscorn. Després de la Guerra Civil, entorn el 1941, va adquirir un trombó de vares i va formar l'Orquestra Rialto. El 1944 començà a tocar la gralla amb Joan Mallofré i Cañís («Ros Camat») que li feu de mestre i més endavant va fer grup l'Anton Mañé i Mercader («Ton de la Gralla») i en Josep Sonet i Ivern («el Peces»), amb qui acompanyarien diverses danses populars.
El 1949 es matriculà al Conservatori de música de Barcelona per aprendre harmonia i composició fins a l'any 1952 quan entrà a formar part de l'Orquestra Bristol's del Vendrell com a trombó. Tot i això, el 1956 deixà el món de l'orquestra per dedicar-se exclusivament a la gralla. A mitjan dècada dels setanta formà el grup Gralles del Baix Penedès amb l'Anton Mañé i Mercader («Ton de la Gralla»), Joan Jané i Escofet («Merenguet») i Eduard Vericat i Jané, a la gralla, i Joan (Baltasar) Vidal i Martí («Tof»), al timbal. En aquest grup es comencen a tocar composicions i arranjaments de Jaume Vidal que sonarien en balls, concerts, cercaviles i festes populars arreu del territori.
Va començar a ensenyar a tocar la gralla a joves del Vendrell, l'Arboç i Calafell. A la capital del Baix Penedès formaria a grallers com Jordi Inglés («Beró»), Gerard Guinovard («Gino»), Josep Joan Pellejà («Pelle») i Miquel Rovira, que formarien la nova generació de Gralles del Baix Penedès. Més endavant, el grup incorporaria Joan Mañé, Carles Bò, Joan-Ramon Ivern, Gerard Ramon, Pere Marcè, Anna Nin, Rosa-Maria Marcè i Montserrat Meneses, entre d'altres.
Jaume Vidal va tenir un paper important en la difusió i recuperació de les inxes de pala o quadrada, les canyes tradicionals de la gralla. En aquest moment, molts dels joves tocaven amb inxes de tenora, unes canyes amb un so agut i estrident. Ell, que era un gran constructor d'inxes, els va ensenyar a tocar amb canyes que havia après a fer d'en Josep Amorós Marrugat («Violí» o «Ros Graller») de l'Arboç.

## Obra
Entre les obres compostes per Jaume Vidal destaquen les seves composicions pel Ball de Bastons de l'Arboç on tocà durant uns anys (El Rotllet, 1946; El Rossend, 1980; El Rib-Rob, 1982; La Rotllana, 1984; i La Clota, 1986) i el Ball de Bastons del Vendrell per qui va fer diverses composicions (La Romengos, 1980; La Rossana, 1981; i L'Aboi, 1983). El 1980 va fer una marxa pels Falcons de Vilafranca del Penedès i quatre anys més tard en va fer l'himne. El 1980 també va ensenyar a tocar la gralla a grallers de la Colla Vella dels Xiquets de Valls, moment en què els va musicar i dedicar l'himne.
Algunes de les altres peces que va compondre van ser: L'amigo (1947), Mazurka (1952), En Pau i en Ricard (1975), L'avi Tof (1980), L'Isabel Ciuró de Torredembarra (1980), L'Eduard i la Joana (1980), Els Jordis i l'Amadeu (1981), L'Eusebio cercavila (1984) o El Roser de la Vall (1992). A banda de les seves composicions per a ball de bastons, marxes, cercaviles, sardanes, ballets o himnes, també va fer arranjaments de temes populars i tradicionals o de balls vuitcentistes.